# ساره باركر ريموند
ساره باركر ريموند (بالإنجليزية: Sarah Parker Remond)، (6 يناير 1826 – 13 ديسمبر 1894)، كانت محاضرةً أمريكيةً، وناشطةً، ومناضلةً مناهضةً للاسترقاق.
وُلدت ساره امرأةً حرةً في ولاية ماساتشوستس، وأصبحت ناشطةً دوليةً لحقوق الإنسان وحق الإناث في التصويت. ألقت ريموند أول خطبة عامة لها في مناهضة الاسترقاق عندما كانت تبلغ من العمر 16 عامًا، وألقت خطبًا إبطاليةً بجميع أنحاء شمال شرق الولايات المتحدة. أصبح أحد أشقائها، تشارلز لينوكس ريموند، خطيبًا معروفًا، وأحيانًا ما كان الشقيقان يذهبان معًا في جولات خطابية لإلقاء المحاضرات الإبطالية.
أصبحت ريموند في النهاية ممثلةً عن المجتمع الأمريكي المناهض للاسترقاق، وفي عام 1858، اختارت ريموند السفر إلى بريطانيا لجمع الدعم إلى قضيتها الإبطالية في الولايات المتحدة. وبينما كانت في لندن، درست ريموند أيضًا في كلية بيدفورد، وكانت تلقي المحاضرات خلال عطلات الفصول الدراسية. وخلال الحرب الأهلية الأمريكية، ناشدت ريموند دعم الشعب البريطاني للاتحاد وحصاره للولايات الكونفدرالية. وبعد انتهاء الحرب في صالح الاتحاد، ناشدت ريموند الشعب البريطاني أيضًا لجمع التبرعات لإعانة ملايين المعتوقين الذين حصلوا على حريتهم حديثًا آنذاك في جنوب الولايات المتحدة.
من إنكلترا، ذهبت ريموند إلى إيطاليا عام 1867 لتحصل على تدريبها الطبي في فلورنسا، حيث أصبحت طبيبةً. مارست ريموند الطب لمدة 20 عامًا تقريبًا في إيطاليا، ولم تعد إلى الولايات المتحدة أبدًا، إذ توفيت في روما عن عمر يناهز 68 عامًا.

## السنوات المبكرة
وُلدت ريموند في سالم (ماساتشوستس)، وكانت طفلةً من بين ثمانية إلى أحد عشر طفلًا لوالديها جون ريموند ونانسي ريموند (لقب الولادة لينوكس). وُلدت نانسي في نيوتن (ماساتشوستس)، وكانت ابنةً لكورنليوس لينوكس وسوزانا بيري، وكان والدها أحد المحاربين القدامى في حرب الاستقلال الأمريكية، إذ كان يحارب مع الجيش القاري. كان جون ريموند أحد الملونين الأحرار، وهاجر إلى ماساتشوستس من مستعمرة كوراساو الهولندية عندما كان طفلًا يبلغ من العمر 10 أعوام في عام 1789. تزوج جون من نانسي في أكتوبر 1807، بالكنيسة الأفريقية المعمدانية في بوسطن. وفي سالم، أنشأ الزوجان أعمالًا تجاريةً في مجالات تقديم الطعام، والتموين، وتصفيف الشعر، ليصبحا في النهاية ضمن أشهر رجال الأعمال والنشطاء آنذاك.
حاول الزوجان إدخال أطفالهما في مدارس خاصة، ولكن رفضت المدارس هؤلاء الأطفال بسبب عرقهم. وعندما قُبلت ريموند وشقيقاتها في مدرسة ثانوية محلية للإناث لم تكن تطبق سياسة الفصل العنصري، طردتهم المدرسة بسبب التخطيط لإنشاء مدرسة أخرى منفصلة خاصة بالأطفال الأمريكيين الأفارقة. وصفت ريموند هذا الحادث وكأنه أصبح منقوشًا على قلبها مثل «الحرف القرمزي لهستر». وفي عام 1835، انتقلت عائلة ريموند إلى نيوبورت (رود آيلاند)، أملًا في بيئة أقل عنصريةً حيث تتمكن العائلة من تعليم أطفالها. ومع ذلك، رفضت المدارس هناك قبول الأطفال السود. وبدلًا من ذلك، أسس بعض الأمريكيين الأفارقة ذوي النفوذ مدرسةً خاصةً، حيث تلقت ريموند تعليمها.
في عام 1841، عادت عائلة ريموند إلى سالم. واستمرت ساره في دراستها معتمدةً على نفسها، وكانت تحضر الحفلات الموسيقية، والمحاضرات، وقرأت العديد من الكتب، والمنشورات، والصحف التي كانت تستعيرها من أصدقائها، أو كانت تشتريها من فرع جمعية مناهضة الاسترقاق القريبة منها، إذ كانت تبيع الجمعية العديد من الكتب والمنشورات الرخيصة. استقبلت عائلة ريموند أيضًا بعض الطالبات المغتربات بالأكاديمية المحلية للإناث، مثل شارلوت فورتن (غريمكي لاحقًا).
أسست ثلاث أخوات من عائلة ريموند أحد المشاريع معًا: وهم سيسيليا (زوجة جيمس بابكوك)، وماريتشي خوان، وكارولاين (زوجة جوزيف بوتنام)، إذ أسست الأخوات «صالونًا عصريًا لتصفيف شعر السيدات في سالم»، بالإضافة إلى أكبر مصانع الشعر المستعار في الولاية. تزوجت أختهم الكبرى، نانسي، من جيمس شيرمان تاجر المحار. وكان أشقاء ساره؛ تشارلز ريموند، الذي أصبح إبطاليًا وخطيبًا، وجون ريموند الذي تزوج روث رايس، وهي إحدى السيدتين المنتخبتين في اللجنة المالية لمؤتمر المواطنين الملونين بإنكلترا الجديدة لعام 1859.

## النشاط المناهض للاسترقاق والمحاضرات
كانت سالم خلال أربعينيات القرن التاسع عشر مركزًا للنشاط المناهض للاسترقاق، وكانت عائلة ريموند بأكملها ملتزمةً بدعم حركة الإبطالية الصاعدة بالولايات المتحدة. كان منزل ريموند ملاذًا للإبطاليين السود والبيض، واستضافت العائلة العديد من قادة الحركة، بما يشمل ويليام لويد غاريسون وويندل فيليبس، وعدد من العبيد الآبقين الذين كانوا يفرون شمالًا سعيًا للحرية. كان جون ريموند عضوًا بجميعة ماساتشوستس المناهضة للاسترقاق طوال حياته. وكان شقيق ساره الأكبر، تشارلز لينوكس ريموند، أول محاضر أسود بالجمعية الأمريكية المناهضة للاسترقاق، كما كان أحد رواد الإبطالية السود. وكانت نانسي ريموند إحدى مؤسسات جمعية سالم النسائية المناهضة للاسترقاق. ولم تكتفِ نانسي بتعليم بناتها المهارات المنزلية فقط مثل الطبخ والحياكة، ولكنها علمتهن أيضًا السعي وراء الحرية بطريقة قانونية؛ إذ كانت تسعى إلى ضمهن بالجمعية. وبجانب والدتها وشقيقاتها، كانت ساره ريموند عضوًا نشطًا بجمعيتي الولاية والمقاطعة النسائيتين لمناهضة الاسترقاق، بما يشمل جمعية سالم النسائية لمناهضة الاسترقاق، وجمعية إنكلترا الجديدة لمناهضة الاسترقاق، وجمعية ماساتشوستس لمناهضة الاسترقاق.
ومع الدعم المالي والمعنوي المقدم من عائلتها، أصبت ساره ريموند محاضرةً مناهضةً للاسترقاق، وألقت محاضرتها الأولى المناهضة للاسترقاق عندما كانت تبلغ من العمر 16 عامًا، مع شقيقها تشارلز في غروتون (ماساتشوستس) في يوليو 1842. أصبحت ريموند مشهورةً بين الإبطاليين في عام 1853، عندما رفضت الجلوس في قطاع الفصل العنصري بأحد المسارح. اشترت ريموند التذاكر عبر البريد لنفسها ولمجموعة من أصدقائها، بما يشمل ويليام سي. نيل، لحضور عرض دون باسكوالي، وهو أحد عروض الأوبرا الشهيرة بمسرح هوارد أثينيوم في بوسطن. وعندما وصلوا إلى المسرح، طُلب من ريموند الجلوس بالمقاعد المخصصة للفصل العنصري. وبعد رفضها للجلوس بهذه المقاعد، أُجبرت ريموند على مغادرة المسرح ودفعها الموظفون إلى أسفل سلالم المسرح. رفعت ريموند دعوًى قضائيةً تُطالب فيها بتعويض عن الأضرار التي تلقتها، وفازت بقضيتها. مُنحت ريموند تعويضًا بقيمة 500 دولار أمريكي، واعترافًا من إدارة المسرح بسوء معاملتها؛ وأمرت المحكمة المسرح بدمج جميع المقاعد.
في عام 1856، وظفت الجمعية الأمريكية المناهضة للاسترقاق فريقًا من المحاضرين، بما يتضمن ساره ريموند؛ وتشارلز، الذي كان مشهورًا بالفعل في الولايات المتحدة وبريطانيا؛ وسوزان بي. أنتوني، وذلك للذهاب في جولة بولاية نيويورك لمخاطبة قضايا مناهضة الاسترقاق. وعلى مدار العامين التاليين، حاضرت ساره ريموند وشقيقها، بالإضافة إلى محاضرين آخرين، في نيويورك، وماساتشوستس، وأوهايو، وميشيغان، وبنسلفانيا. وغالبًا ما كانت تحصل ساره، بالإضافة إلى الأمريكيين الأفارقة الآخرين، على أماكن إقامة رديئة؛ بسبب التمييز العنصري. وبالرغم من قلة خبرتهما، أصبحت ساره وشقيقها ضمن المحاضرين المؤثرين بشكل سريع. مدح ويليام لويد غاريسون «هدوء ساره، وسلوكها الحميد، ومظهرها الشخصي الفاتن، ومناشداتها الجادة التي كانت تخاط القلب والضمير». كتبت ساره كلاي أن كل كلمة من كلمات ريموند «كانت تُيقظ الطموحات النائمة التي حافظت على نشاطها عبر العصور». ومع الوقت، أصبحت ساره ريموند أحد أكثر محاضري الجمعية قوةً وإقناعًا.

شجعت آبي كيلي فوستر، إحدى أشهر الإبطاليات في ماساتشوستس، ساره ريموند عندما ذهبت معها في جولاتها الخطابية عام 1857. وفي يوم 28 ديسمبر 1858، كتبت ريموند خطابًا إلى فوستر:
«أنا واثقة أنني كنت سأفشل في القيام بهذه المحاولة لولا كلمات التشجيع التي تلقيتها منك. وبالرغم أن قلبي كان في العمل، شعرت أنني بحاجة إلى تعليم جيد للغة الإنكليزية. وعندما أرى أن بشرتي المكروهة كانت السبب الوحيد الذي منعني من الحصول على ما أرغبه، كان ذلك يزيد من انزعاجي».